# Вулиця Генерала Жидилова (Севастополь)
Вулиця Генерала Жидилова (крим. Generala Jıdılova soqaq) — вулиця в Нахімовському районі Севастополя, в районі Абрикосівка.
Названа на честь генерала-лейтенанта Євгена Івановича Жидилова, учасника оборони Севастополя у Другу Світову війну, командира 7-ї бригади морської піхоти.